# Alfred zu Erbach-Fürstenau (Politiker, 1813)

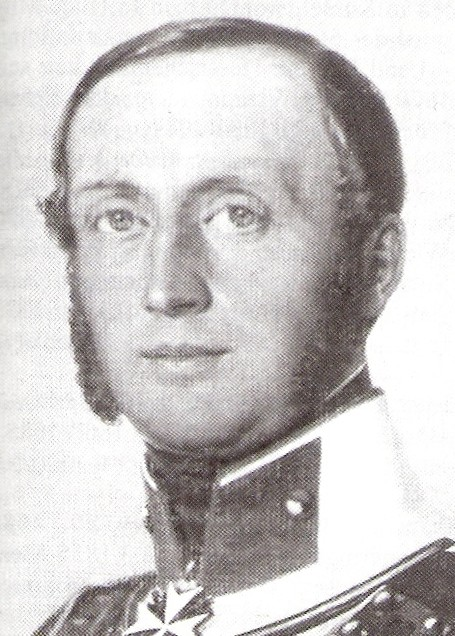
Alfred Graf zu Erbach-Fürstenau

Graf Raimund Alfred Friedrich Franz August Maximilian zu Erbach-Fürstenau (* 6. Oktober 1813 in Fürstenau; † 25. Oktober 1874 in Bad Wildungen) war ein deutscher Standesherr und hessischer Politiker. Er war Abgeordneter und Präsident der 1. Kammer der Landstände des Großherzogtums Hessen.

## Herkunft
Seine Eltern waren  der Graf Albrecht August Ludwig zu Erbach-Fürstenau (1787–1851) und dessen Ehefrau Sophie zu Hohenlohe-Neuenstein-Ingelfingen (1788–1859).

## Leben
Seine schulische Ausbildung erhielt er auf dem Progymnasiums in Michelstadt und danach auf dem Gymnasium in Tübingen. Anschließend besuchte er die Militärakademie in Ludwigsburg (Württemberg).
1832 immatrikulierte er auf der Universität Heidelberg. Er studierte Rechts- und Staatswissenschaft später auch an den Universitäten Marburg und Berlin.
Am 7. November 1838 legte er seinen Eid als Abgeordneter in der Ersten Kammer des 8. Landtags des Großherzogtums Hessen in Darmstadt ab. Er blieb Abgeordneter bis zum Jahr 1841.
Alfred Graf zu Erbach-Fürstenau ging 1841 als Leutnant in österreichischem Militärdienst, Dort wurde er 1843 zum Oberleutnant befördert.
Von 1844 bis 1849 war er in Vertretung seines Vaters Abgeordneter in der Ersten Kammer des 10.–11. Landtags des Großherzogtums Hessen in Darmstadt, wobei er aber 1848/49 wegen seines Militärdienstes entschuldigt war. Dennoch wurde er 1845 zum Hauptmann der Infanterie ernannt.
1848 war er Ordonnanzoffizier des Generals der Kavallerie, während des Feldzuges gegen Ungarn.
Im Juli 1851 trat er für seinen verstorbenen Vater Albrecht Graf zu Erbach-Fürstenau die Nachfolge der Standesherrschaft an, war aber im Oktober 1852 wieder Hauptmann in österreichischen Diensten. 1854 wurde er dort zum Major befördert.
Als Standesherr war er seit 1856 Mitglied der Ersten Kammer des 15.–21. Landtags des Großherzogtums Hessen in Darmstadt und seit 1866 auch deren Erster Präsident.
Nach der kirchlichen Union zwischen Reformierten und Lutheranern in Hessen-Darmstadt gehörte er ab 1877 zur Selbständigen evangelisch-lutherischen Kirche in Hessen, da der renitente konfessionell-lutherische Pfarrer Christian Müller († 1892) Erzieher und Hausgeistlicher im Haus Erbach-Fürstenau war.

## Familie
Alfred Graf zu Erbach-Fürstenau war verheiratet mit Louise (Lisi), Prinzessin zu Hohenlohe-Ingelfingen (* 25. März 1835 in Breslau; † 15. Juli 1913 im Jagdschloss Krähberg). Sie war eine Tochter des preußischen Ministerpräsidenten Adolf zu Hohenlohe-Ingelfingen. Das Paar hatte 10 Kinder:
- Adalbert Adolf Ludwig Edgar Hugo Eberhard (* 2. Februar 1861; † 28. September 1944) ⚭ 1900 Prinzessin Elisabeth zu Salm-Horstmar (* 18. Dezember 1870; † 4. Juli 1953)
- Georg Botho Johannes (* 16. April 1863; † 5. Mai 1863)
- Maria Theresia Luise Thekla Adelheid Klothilde Johanna (* 16. April 1863; † 9. Mai 1863)
- Gertrud Agnes Louise Luitgarde Elise (*  25. Juli 1864; † 10. Dezember 1919)
- Elias  Karl Otto Gustav, dr.jur. (*  11. Dezember 1866; † 11. September 1950) ⚭ 1921 Ulrike Tornow (* 9. Februar 1874; †  13. Mai 1943)
- Raimund Friedrich Kraft Karl  (*  21. Februar 1868; †  2. Januar 1926) K.u.K. Oberstleutnant ⚭ 1921 Prinzessin Helene zu Solms-Braunfels (* 15. Februar 1890; † 22. Oktober 1969)
- Therese Helene Adelheid Johanna (* 9. Juni 1869; † 21. Dezember 1927) ⚭ 1889 Fürst Friedrich Karl II zu Hohenlohe-Waldenburg-Schillingsfürst (* 26. September 1846; † 6. Oktober 1924)
- Maria Charlotte Emma (*  14. September 1870;  † 14. März 1949) ⚭ 1909 Graf Wilhelm Karl von Oeynhausen-Sierstorpff (* 18. Juli 1860; † 1. April 1922)
- Adolf Kraft Ludwig (* 30. Dezember 1871; † 13. August 1915)  K.u.K. Hauptmann, gefallen an der Ostfront
- Joseph Botho Reinhard (* 10. Juli 1874; † 21. April 1963) ⚭ 1921 Prinzessin Marie-Agnes zu Solms-Braunfels (* 5. Dezember 1888; † 7. März 1976)